# Bibliothéconomie critique
La bibliothéconomie critique désigne un courant des sciences de l'information et des bibliothèques qui questionne les discours et la pratique de la bibliothéconomie en s'appuyant sur diverses approches critiques.

## Description
La bibliothéconomie critique est une approche militante et progressiste qui s'intéresse à la bibliothéconomie comme sujet de réflexion en considérant la condition humaine et les Droits de l'homme avant toute autre préoccupation professionnelle et qui est inspirée par la Théorie critique - philosophie issue de l'École de Francfort - et d’autres mouvements théoriques, entre lesquelles se trouvent  la Pédagogie critique de Paulo Freire et le post-structuralisme français.
Les tenants de cette approche considèrent les bibliothécaires comme des médiateurs entre l’individu, la communauté et le savoir et la médiation comme une activité non neutre, influencée par des forces sociales, économiques, politiques, épistémologiques et culturelles,. Ils estiment aussi que l'information et le savoir sont construits et contextuels et que les institutions qui diffusent l’information perpétuent des structures d’hégémonie, de contrôle et d’injustice qu'il faudrait contester pour faire avancer les transformations . La bibliothéconomie critique se définit donc comme une démarche d’identification et de déconstruction de ces structures. Bien que théorisée, et faisant l'objet de plusieurs publications savantes, elle s'inscrit dans la pratique des professionnels de l’information, en particulier des bibliothécaires universitaires.

## Historique

### Influence de la pédagogie critique
La théorie développée par Paulo Freire dans ses œuvres L’Éducation comme pratique de la Liberté , Pédagogie des opprimés et Pédagogie de l'autonomie, entre autres, se retrouve à la base du concept de Pédagogie critique largement utilisée en éducation. Selon Freire, c’est d’abord en comprenant les mécanismes d’oppression dans lesquels il est maintenu que l’opprimé peut engager sa libération. Freire revendique une éducation axée sur la formulation de problèmes menant à un éveil des consciences comme alternative au modèle néolibéral de marchandisation de l'éducation. Pour le pédagogue brésilien, les défis de l’apprentissage sont intrinsèquement politiques, le dialogue doit être au service de l’éducation et, pourtant, de l’autonomie et la démocratie. Étudiants et professeurs doivent prendre conscience que la politique entoure l’éducation. Quelqu'un qui est opprimé ne se libère pas en suivant des modèles proposés par des oppresseurs, il doit être son propre modèle et tracer son propre chemin.
Dans le domaine de la bibliothéconomie critique, Henry Giroux a été l'un des plus influents penseurs. Son discours soutient qu'un « individu capable de s'engager dans un débat critique dans les différentes sphères sociales, culturelles et économiques de la société, où ses croyances individuelles sont liées à une compréhension universelle, pluraliste et morale de ce que signifie théoriser plus inclusivement, agit et réfléchit de manière plus éthique et collective » (traduction libre). Puis, en 2006, James Elmborg applique le concept de pédagogie critique au milieu des bibliothèques : le bibliothécaire doit se concentrer moins sur le transfert de l’information et plus sur le développement d’une pensée critique chez les usagers. Néanmoins, pour y arriver, Elmborg croit que les bibliothécaires devront d’abord développer eux-mêmes un esprit critique face à leurs propres pratiques et de manière générale face au milieu des sciences de l’information en apprenant à « problématiser la bibliothèque».

### Émergence du terme «bibliothéconomie critique»
En 2007, l'auteure Toni Samek est la première à employer le terme bibliothéconomie critique (en anglais « critical librarianship ») pour définir le mouvement international des professionnels de l'information qui placent la condition humaine et les droits fondamentaux au premier plan de leurs considérations professionnelles. Toni Samek décrit ainsi le concept de bibliothéconomie critique comme un affrontement direct au principe de neutralité historiquement revendiqué par les bibliothécaires pour délimiter les questions jugées d'ordre professionnel et celles jugées comme non reliées aux bibliothèques. Le but de ce mouvement est donc de « brouiller ces frontières et de les exposer comme étant contre-intuitives et contre-productives face au développement d'une bibliothèque plus humaniste et au développement des compétences informationnelles » (traduction libre). En outre, ce mouvement revendique la place des professionnels de l'information comme étant des participants actifs et interventionnistes dans les conflits sociaux.

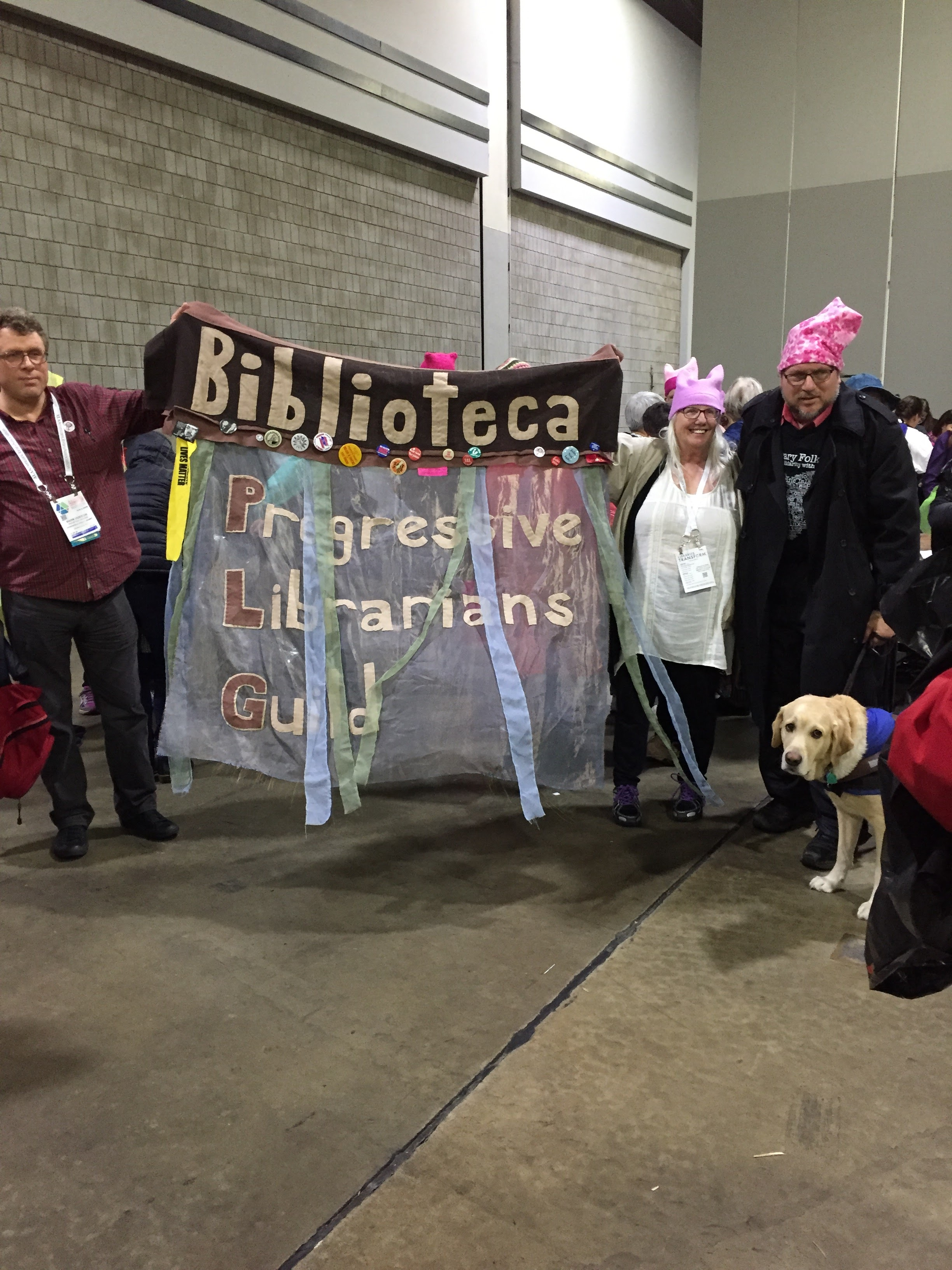
Progressive Librarians Guild

Le groupe américain Progressive Librarians Guild, fondé en 1990 et évoluant en marge de la American Library Association, fait partie des acteurs importants de ce mouvement décrit par Toni Samek. Ce groupe considère la bibliothéconomie « comme une profession et une pratique qui permettent de créer et d'accéder à une multitude de formes d'expression, d'expériences et d'aspirations humaines, mais reconnaît également que les bibliothèques sont des lieux où les systèmes d'injustice, d'exploitation, de contrôle et d'oppression sont nourries, normalisées et perpétuées »(traduction libre). Le but de la Progressive Librarians Guild est de « dénoncer la complicité des bibliothèques envers ces systèmes et de proposer des pratiques alternatives permettant de donner une visibilité à ceux qui sont exclus des positions de pouvoirs et/ou non-représentés dans la société et de développer une praxis qui contribue à la défense des droits humains et de la dignité humaine » (traduction libre).

## Principes de la bibliothéconomie critique
James Elmborg avait observé en 2006 un virage dans la profession de bibliothécaire universitaire : perçus traditionnellement comme des fournisseurs de services, de plus en plus de bibliothécaires se définissent désormais comme des éducateurs, opposant au principe de neutralité (signifiant une acceptation tacite de l'idéologie dominante) une activité politiquement engagée qui chercher à contester le statu quo et à offrir des alternatives à celui-ci . Plus précisément, la bibliothéconomie critique soutient, notamment, que les bibliothécaires doivent considérer, dans leur enseignement de la littératie informationnelle, qu’une éducation neutre et apolitique n’existe pas. Ils ont donc la responsabilité de questionner les idées reçues concernant toutes les facettes de la profession.
Les principaux chevaux de bataille des bibliothécaires critiques sont les suivants :
- Questionner les idéologies, jugées régressives (sexistes, homophobes ou racistes, par exemple) qui gouvernent les outils utilisés par la discipline, comme les moteurs de recherche, ou encore le systèmes de classification et de catalogage. Il s'agit aussi de documenter des micro-agressions en bibliothèque, ou de rassembler des archives sur des minorités sexuelles [3]. Loin d’être neutres, objectives et immuables, les décisions liées aux catégories cataloguées sont intrinsèquement politiques, représentent les biais idéologiques de la bibliothèque et peuvent participer à la propagation des stéréotypes. Les systèmes de classification documentaire peinent à classifier fidèlement les documents concernant les groupes marginalisés. Par exemple, en classifiant les ouvrages traitant des personnes lesbiennes comme « homosexuels » et en omettant de classifier les ouvrages concernant les relations entre un homme et une femme comme « hétérosexuels », ces systèmes entretiennent l’hétéronormativité[17]. Ces systèmes doivent être analysés critiquement afin qu’il soit possible de les refondre pour modifier les idées qu’ils perpétuent[18].

- Développer une conscience critique chez les étudiants par la littératie critique : d'un modèle capitaliste d'usagers  « receveurs passifs de la connaissance », il s'agit de tendre vers un modèle actif de formation des connaissances, axé sur la dialectique et la problématisation des savoirs [13]. Les travaux de Paulo Freire sont d'importants précédents à ce chapitre. Le rôle des bibliothécaires, dans ce contexte, est d’enseigner la littératie informationnelle et critique afin que les étudiants puissent la développer et l’utiliser dans le cadre de leur vie personnelle et pédagogique. Ces apprentissages sont étroitement liés au développement de leur pouvoir d’action politique[19]. Un exemple de ce modèle de formation est observable dans un « dialogue de référence » qui, contrairement à l’expression « entrevue de référence », met l’accent sur la discussion. Ayant lieu dans un environnement confortable et solidaire, cette rencontre permet à l’étudiant de partager dans le cadre d’un échange réfléchi et sans relation de pouvoir, de développer son esprit critique et d’accroître son autonomie dans la découverte et l’usage de l’information[20].
- Développer une compréhension et une conscience des privilèges chez les bibliothécaires, qui doivent se conscientiser sur leur rôle privilégié en tant que « gardiens de l’information » afin de s’adapter aux besoins des usagers[21]. Plutôt que d’être des figures d’autorité, les bibliothécaires doivent représenter des alliés avec lesquels les usagers peuvent discuter.

- Lutter contre les stéréotypes, encourager l'expression et le dialogue avec les minorités de tous types [22].
- Adopter une pratique réflexive interculturelle. La pratique réflexive signifie d’effectuer, de manière personnelle ou collective, une analyse critique d’une expérience afin d’apprendre des erreurs du passé et de leurs conséquences ainsi que de faciliter la prise de décisions futures[23]. Il est important que cette réflexion soit complétée de manière rigoureuse[24]. La pratique réflexive interculturelle y ajoute une analyse interculturelle. Les bibliothécaires doivent effectuer cette analyse afin de comprendre leurs lacunes et de se demander comment, dans ce contexte, les principes d’inclusivité et de diversité peuvent être mieux incorporés[25].

- Habiliter les minorités et les exclus [4]. Il existe des moyens pour les bibliothécaires d’amplifier la voix de ces communautés, par exemple, le contenu généré par les utilisateurs. Le partage de ce contenu par les bibliothécaires permet de présenter un point de vue différent et souvent introuvable dans les ouvrages informationnels traditionnels. La découverte de telles sources d’information permet aux usagers de se questionner sur l’aspect subjectif de l’information et sur les infrastructures dominantes qui taisent les voix des communautés marginalisées[26].

- Développer une pratique en adéquation avec la poursuite d'une justice sociale et des droits de l'homme [4],[27].

## Systèmes de contrôle des connaissances

### Catégorisation et classification
La bibliothéconomie critique interroge le rôle des professionnels de l’information dans le maintien des systèmes d’oppression et des hégémonies dominantes. L’utilisation des systèmes de catégorisation et de classification hiérarchiques est notamment critiquée par le biais de cette approche réflexive. Dans cette optique, Emily Drabinski interroge les structures de pouvoir reproduites dans les outils bibliothéconomiques. Elle cible la production et reproduction des structures et des systèmes de pouvoir, autant au niveau des outils de catégorisation des connaissances que dans les politiques, les lignes directrices et les normes de la profession. Ces structures et systèmes sont enseignés dans les programmes de bibliothéconomie et sont mis en pratique par les institutions gouvernant le comportement des professionnels qui fournissent des services de référence. De plus, les collections des bibliothèques et leurs outils descriptifs déterminent les informations qui pourront être mobilisées par les usagers dans la production de nouvelles connaissances. Drabinski identifie ces processus d’organisation en tant que systèmes de contrôle des connaissances. Certains outils comme la classification de la Bibliothèque du Congrès ou la classification décimale de Dewey émergent de l’Amérique du Nord et sont reproduits dans beaucoup de bibliothèques ailleurs dans le monde.
Dans les années 90, Hope Olson critique le système de classification Dewey et met en lumière la marginalisation de certains groupes et de certains sujets dans cet outil de classification. Olson conceptualisant les systèmes de classification par le biais du rapport à l’espace que l’on donne à certains sujets dans ces systèmes. Ainsi, les identités dominantes, soit les catégories homme, blanc, chrétien, hétérosexuel, anglophone, classe moyenne et sans handicap, se voient surreprésentées dans ces systèmes classificatoires. Toutes les identités qui ne font pas partie de ces catégories se retrouvent poussées en marges des catalogues descriptifs.
Puis, en 2001, Hope Olson souligne aussi l’importance du « pouvoir de nommer » que détiennent les professionnels de l’information. En effet, l’acte de sélectionner les termes qui seront utilisés pour nommer l’information n’échappe à aucun de nos biais personnels. Le nommage a un effet direct sur le vocabulaire contrôlé, l’indexation et la description des documents, ce qui, en retour, influence la récupération des sources et l’accès à l’information. À titre d’exemple, Olson examine la formation de la Library of Congress Subject Headings, la liste des titres de rubriques (sujets) utilisées dans plusieurs bibliothèques, car facilement reproductible. Olson note que cet outil de catalogage, qui émerge des travaux de Charles Cutter, reproduit la tyrannie d’une majorité perçue. Cutter construit les Rules for a Dictionary Catalogue (Règles pour un catalogue dictionnaire) en 1876 et présume une universalité des connaissances qui devraient être représentées dans un catalogue de bibliothèque. La Library of Congress Subject Headings impose donc un contrôle sur le vocabulaire qui se veut universel tout en étant facilement reproductible. Olson y voit plutôt un vecteur d’exclusion caché sous le voile de la neutralité. Les termes qui sont sélectionnés, ceux qui ne le sont pas et la manière dont ils sont reliés entre eux perpétuent un certain type de croyances et reproduisent les inégalités. De même, la manière dont les termes sont associés aux documents qu’ils décrivent a un impact sur l’accès à ces ressources. En vertu de ces faits, les personnes qui recherchent de l’information sur des sujets marginalisés auront plus de difficulté à trouver ce qu’elles cherchent dans un catalogue de bibliothèque créé à partir de ces outils.

#### Acquisitions et collections
On note que la composition même des collections de bibliothèque influence aussi l’accès à certains types d’information. Erica England, inspirée de la Critical Race Theory, décrit que la surreprésentation de ressources documentaires qui concerne les populations blanches reproduit les narratifs dominants et les inégalités. England revendique des pratiques plus inclusives en termes d’acquisition pour les bibliothèques afin qu’elles offrent un éventail documentaire plus élargi et mieux représentatif des différentes perspectives qui ne sont pas basées sur des vérités épistémologiques blanches.

### Le catalogue de bibliothèque
En 2019, Thomas J. Cridford pense le catalogue de bibliothèque comme un mode de positionnement qui impose un régime de connaissances sur les entités qu’il contient et décrit. Ainsi, il explore le rôle historique du catalogue de bibliothèque dans la construction et le maintien des systèmes de pouvoir en lien avec les concepts de connaissance et de vérité. En effet, la conceptualisation des catalogues de bibliothèques modernes remonte au 19ème siècle, au moment où la tendance intellectuelle dominante est celle des Lumières Européennes. Ce mode de pensée influence la manière dont on réfléchit à la catégorisation des connaissances, soit un mode de classification hiérarchique qui peut être défini de manière objective et qui représente l’entièreté des connaissances humaines. Dans un contexte colonial, les bibliothèques et leurs catalogues reproduisent un système de connaissances qui soutient une idéologie dominante au détriment des populations marginalisées.

## Initiatives actuelles
Au Québec :  L’outil Elodil « propose des bibliographies pour matérialiser la diversité culturelle et linguistique à la bibliothèque et à l’école ».
Aux États-Unis : Le groupe  Librarians and Archivists with Palestine, est un groupe de bibliothécaires critiques et engagés appuyant la cause palestinienne face à la violence faite par Israël. Le 2 aout 2014, ce groupe a orchestré une action citoyenne à travers le métro de New York, où la réalité vécue par le peuple palestinien était exposée aux citoyens de la ville de New York à travers la littérature palestinienne.
La Progressive Librarians Guild  tient, à l'heure actuelle, plusieurs chapitres au Canada et aux États-Unis, en plus de diffuser la revue Progressive Librarian: A Journal for Critical Studies and Progressive Politics in Librarianship.
Critlib est un mouvement formé d'employés de bibliothèques souhaitant œuvrer pour la justice sociale à travers le débat et la critique « de la suprématie blanche, du capitalisme, et d'une gamme d'inégalités structurelles » (traduction libre) qui caractérisent la société .
En France : La Légothèque « vise à souligner le rôle d’accompagnement des bibliothèques dans la construction des individus en leur donnant accès à des collections, des espaces et des services. C’est par ce biais qu’ils ou elles peuvent interroger, construire et affirmer ce qu’ils ou elles sont, souhaitent être, se pensent être. » Cette commission a monté en 2014 une exposition pour présenter le genre afin de manière « dédramatisée, re-contextualisée »  ce concept au sein de la société française. Cette exposition visait à éduquer la population, afin de permettre à chacun d'appréhender et de participer au débat public sur la question.
Au Canada : L’université Western a ouvert en 1997 une bibliothèque spécialisée sur la communauté LGBTQ. La Pride Library a un mandat clair, celui de promouvoir et diffuser à tous des documents et du matériel sur la communauté LGBTQ, mais aussi de la littérature créée par des auteurs issus de cette communauté.

## Décolonisation des bibliothèques

### Enjeux de classification des savoirs autochtones
À l’origine, les bibliothèques et archives représentaient des concepts inconnus des communautés autochtones basées sur une tradition de transmission orale des connaissances. Par la perception de l’infériorité des traditions orales et des langues non européennes, le colonialisme a permis de collectionner les connaissances des peuples autochtones tout en les considérant comme primitives.
La façon éthique de traiter les documents contenant des savoirs autochtones dans les collections des bibliothèques serait de créer des relations respectueuses avec les peuples autochtones afin de créer des protocoles qui évolueront dans le temps. Les savoirs autochtones englobent les savoirs traditionnels incluant les connaissances au niveau écologique ainsi que les expressions culturelles de ces groupes. Ces savoirs traditionnels sont dynamiques et peuvent être transmis selon des formes et moyens de communication contemporains tels que des bandes dessinées, la science-fiction ou des slams territoriaux ,. La Fédération canadienne des associations de bibliothèques (CFLA-FCAB) a d’ailleurs pris position pour faire reconnaitre le droit de propriété des peuples autochtones sur leurs connaissances en lien avec la Loi sur le droit d’auteur du Canada .
En effet, les bibliothèques ne sont pas des espaces neutres et transmettent des stéréotypes. La classification, qui représente la division hiérarchique de concepts en classes et sous-classes en fonctions de leurs caractéristiques communes et divergentes, et le catalogage, la création d’une liste exhaustive des documents d’une collection arrangée de façon systématique pour faciliter le repérage, sont notamment particulièrement problématiques. Les systèmes de classification Library of Congress ou le système décimal Dewey, fixent des réalités autochtones sous des sujets inappropriés, discriminatoires ou qui éliminent des concepts se traduisant difficilement hors du contexte de la communauté. Le Cataloging Code of Ethics de l’American Library Association (ALA) note d’ailleurs explicitement la présence de racisme, suprématie blanche, colonialisme et d’oppression au sein des pratiques actuelles.

### Bibliothéconomie autochtone
Quoique pouvant être normatives au sein d’une culture, les pratiques bibliothéconomiques ne sont pas universelles. La bibliothéconomie autochtone permet d’adapter les pratiques bibliothéconomiques avec les perspectives autochtones au niveau des théories et pratiques permettant de mieux représenter leurs savoirs et cultures. Pour ce faire, deux approches peuvent être adoptées : revitaliser les bibliothèques autochtones ou établir des normes afin de traiter avec respect le matériel au contenu autochtone préservé au dehors des communautés autochtones. Par exemple, le développement de thésaurus tels que le Māori Subject Headings Thesaurus et le Aboriginal and Torres Strait Islander Thesaurus permet de gérer des collections biculturelles à l’intérieur d’un seul répertoire. L’implémentation d’un système spécialisé tel que le système de classification Brian Deer, notamment utilisé par la X̱wi7x̱wa Library de l’Université de Colombie-Britannique, permet de classifier les collections autochtones selon les spécifications de la communauté. Un troisième type d’outil est illustré par le Mashantucket Pequot Thesaurus of American Indian Terminology qui classifie les collections en adéquation avec une conception du savoir autochtone. Ce thésaurus utilise le modèle de la roue médicinale pour déterminer le domaine spécifique de l’univers (spirituel, physique, social et mental) qui fournit le contexte approprié.

### Collaboration et réconciliation
L’initiation d’un processus de décolonisation requiert un rôle actif conjoint de la part des bibliothécaires et de la bibliothèque en tant qu'institution. Une progression de la sensibilité culturelle de l’individu par les étapes de négation, défense, minimalisation, acceptation, adaptation et intégration lui permettra de passer du déni vers l’ouverture, d’une perspective ethnocentrique vers l’ethnorelativisme. Du côté institutionnel, la sécurité culturelle devrait être considérée lors de l’implémentation de pratiques et de l'aménagement des lieux. Des outils de sensibilisation à la culture autochtone peuvent être offerts autant au personnel qu’aux usagers, en plus d’incarner un contexte d’échange de savoir entre les personnes de culture occidentales et autochtones.
Une collaboration entre les institutions avec les communautés autochtones sera nécessaire afin de respecter l’Article 11 de la Déclaration des Nations Unies sur les droits des peuples autochtones qui octroie aux peuples autochtones le droit de protéger leurs manifestations culturelles. Le mandat du groupe Indigenous Matter Section de la Fédération internationale des associations et institutions de bibliothèques (IFLA) est de favoriser la coopération internationale pour offrir des services qui répondent aux besoins des communautés autochtones ainsi qu'encourager le leadership autochtone et la recherche.
En réponse aux appels à l’action de la Commission de la vérité et de la réconciliation du Canada, la Fédération canadienne des associations de bibliothèques (CFLA-FCAB) crée son propre Comité de vérité et réconciliation qui a adapté une méthodologie inspirée de la roue médicinale pour émettre ses recommandations. L'organisme tient à jour des ressources pour outiller les associations dont un document vivant présentant une ontologie des noms des peuples Premières Nations, Métis, et Inuit et une liste d'albums jeunesse sélectionnés par un comité. Par ailleurs, la collaboration et le partage de pratiques exemplaires seront importants au cours des prochaines années pour soutenir les efforts du Plan d'action mondial de la Décennie internationale des langues autochtones 2022-2032 de l’UNESCO.